# Aldo Maldera
Aldo Maldera (Milán, Provincia de Milán, Italia, 14 de octubre de 1953 - Roma, Provincia de Roma, Italia, 1 de agosto de 2012) fue un futbolista italiano. Se desempeñaba en la posición de defensor, específicamente como lateral izquierdo. En este rol se destacaría al ser uno de los primeros defensores que se sumaron al ataque en el fútbol de la época registrando 38 goles en 345 partidos entre clubes y selección nacional.

## Selección nacional
Fue internacional con la selección de fútbol de Italia en 10 ocasiones. Debutó el 28 de mayo de 1976, en un encuentro ante la selección de Inglaterra que finalizó con marcador de 3-2 a favor de los ingleses.

### Participaciones en Copas del Mundo
| Mundial                        | Sede      | Resultado |
| ------------------------------ | --------- | --------- |
| Copa Mundial de Fútbol de 1978 | Argentina | Semifinal |

### Participaciones en Eurocopas
| Eurocopa      | Sede   | Resultado |
| ------------- | ------ | --------- |
| Eurocopa 1980 | Italia | Semifinal |

## Clubes
| Club                | País   | Año         |
| ------------------- | ------ | ----------- |
| A. C. Milan         | Italia | 1971 - 1972 |
| Bologna F. C.       | Italia | 1972 - 1973 |
| A. C. Milan         | Italia | 1973 - 1982 |
| A. S. Roma          | Italia | 1982 - 1985 |
| A. C. F. Fiorentina | Italia | 1985 - 1987 |

## Palmarés

### Campeonatos nacionales
| Título      | Club        | País   | Año     |
| ----------- | ----------- | ------ | ------- |
| Copa Italia | A. C. Milan | Italia | 1976-77 |
| Serie A     | A. C. Milan | Italia | 1978-79 |
| Serie A     | A. S. Roma  | Italia | 1982-83 |
| Copa Italia | A. S. Roma  | Italia | 1983-84 |

### Copas internacionales
| Título       | Club        | País   | Año     |
| ------------ | ----------- | ------ | ------- |
| Copa Mitropa | A. C. Milan | Italia | 1981-82 |